# Anisy
Anisy é uma comuna francesa na região administrativa da Normandia, no departamento Calvados. Estende-se por uma área de 4,19 km². Em 2010 a comuna tinha 756 habitantes (densidade: 180,4 hab./km²).